# George Thomas Staunton
Pour les articles homonymes, voir Staunton.
 (mars 2019).
Si vous disposez d'ouvrages ou d'articles de référence ou si vous connaissez des sites web de qualité traitant du thème abordé ici, merci de compléter l'article en donnant les références utiles à sa vérifiabilité et en les liant à la section « Notes et références ».
George Thomas Staunton, né le 26 mai 1781 près de Salisbury (Angleterre) et mort le 10 août 1859, est un explorateur et un orientaliste britannique.

## Biographie
Il est le fils de George Leonard Staunton (1737-1801), premier baronet, diplomate et orientaliste. Il accompagne son père en 1792, alors secrétaire de Lord George Macartney (1737-1806), dans une mission en Chine. Durant ce voyage de trois ans, il acquiert une bonne connaissance du chinois. En 1798, il est employé par la Compagnie anglaise des Indes orientales et part diriger la manufacture de Canton.
En 1805, il traduit un travail de George Pearson (en) (1751-1828) qui contribue à introduire la vaccination en Chine[Information douteuse]. En 1816, il participe, comme second commissaire, à une mission spéciale à Pékin avec William Amherst (1773-1857) et Henry Ellis (1777-1869).
Il est député pour diverses circonscriptions de 1818 à 1852. Il est membre du Comité des Indes orientales et, en 1823, avec Henry Thomas Colebrooke (1765-1837), il fonde la Royal Asiatic Society.
Ses publications incluent la traduction de Ta Tsing leu lee, sous le titre de Fundamental Laws of China (1810), le premier livre chinois traduit en anglais ainsi que:
- Narrative of the Chinese Embassy to the Khan of the Tourgouth Tartars (1821) ;
- Miscellaneous Notices Relating to China and our Commercial Intercourse with that Country (1822);
- Notes of Proceedings and Occurrences during the British Embassy to Peking (1824) ; * Observations on our Chinese Commerce (1850).

Pour la Hakluyt Society, il édite History of the Great and Mighty Kingdom of China de Pedro González de Mendoza (1428-1495).